# Sabulodes adumbrata
Sabulodes adumbrata là một loài bướm đêm trong họ Geometridae.